# Chapelle Saint-André d'Auriac

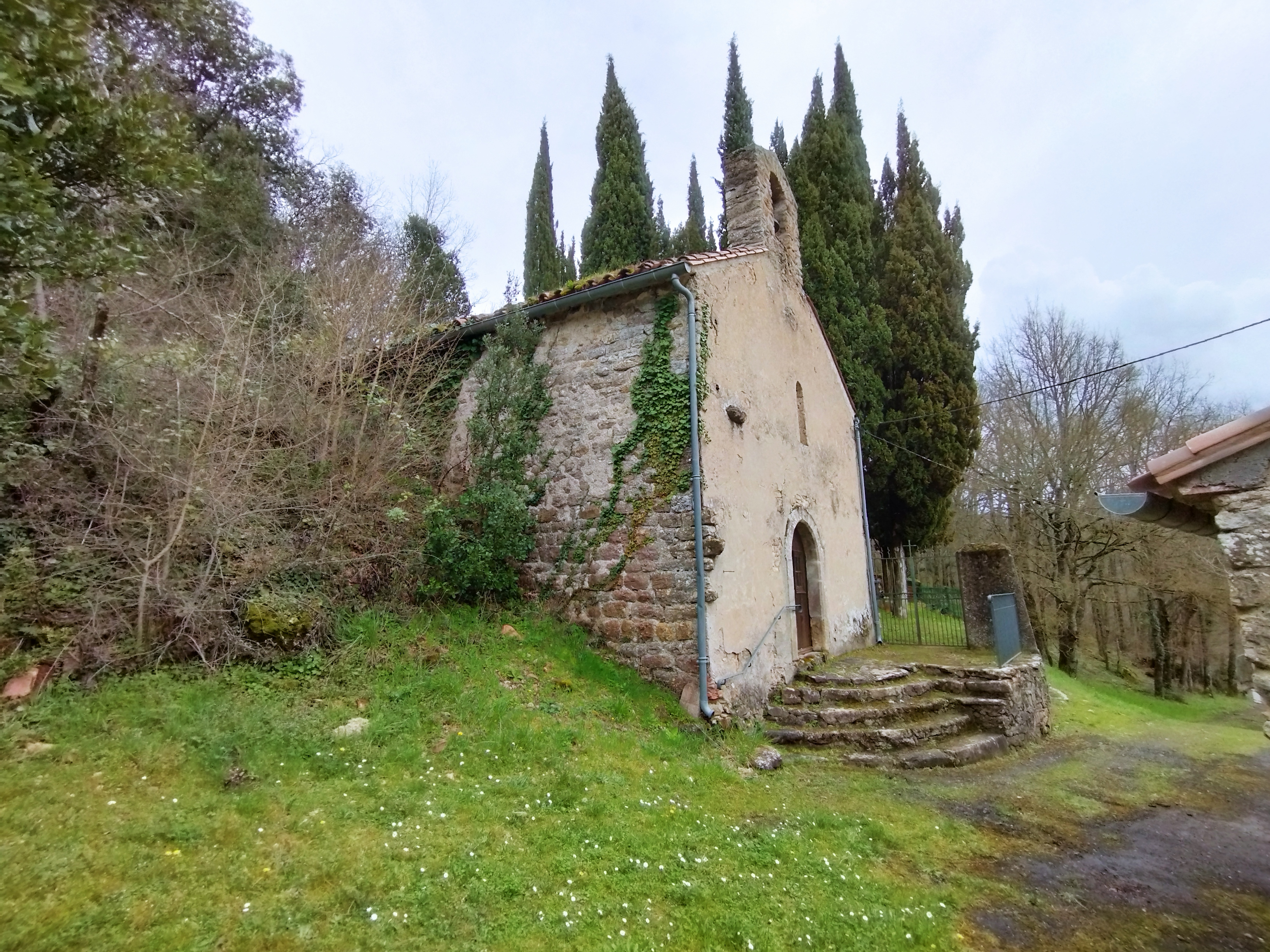

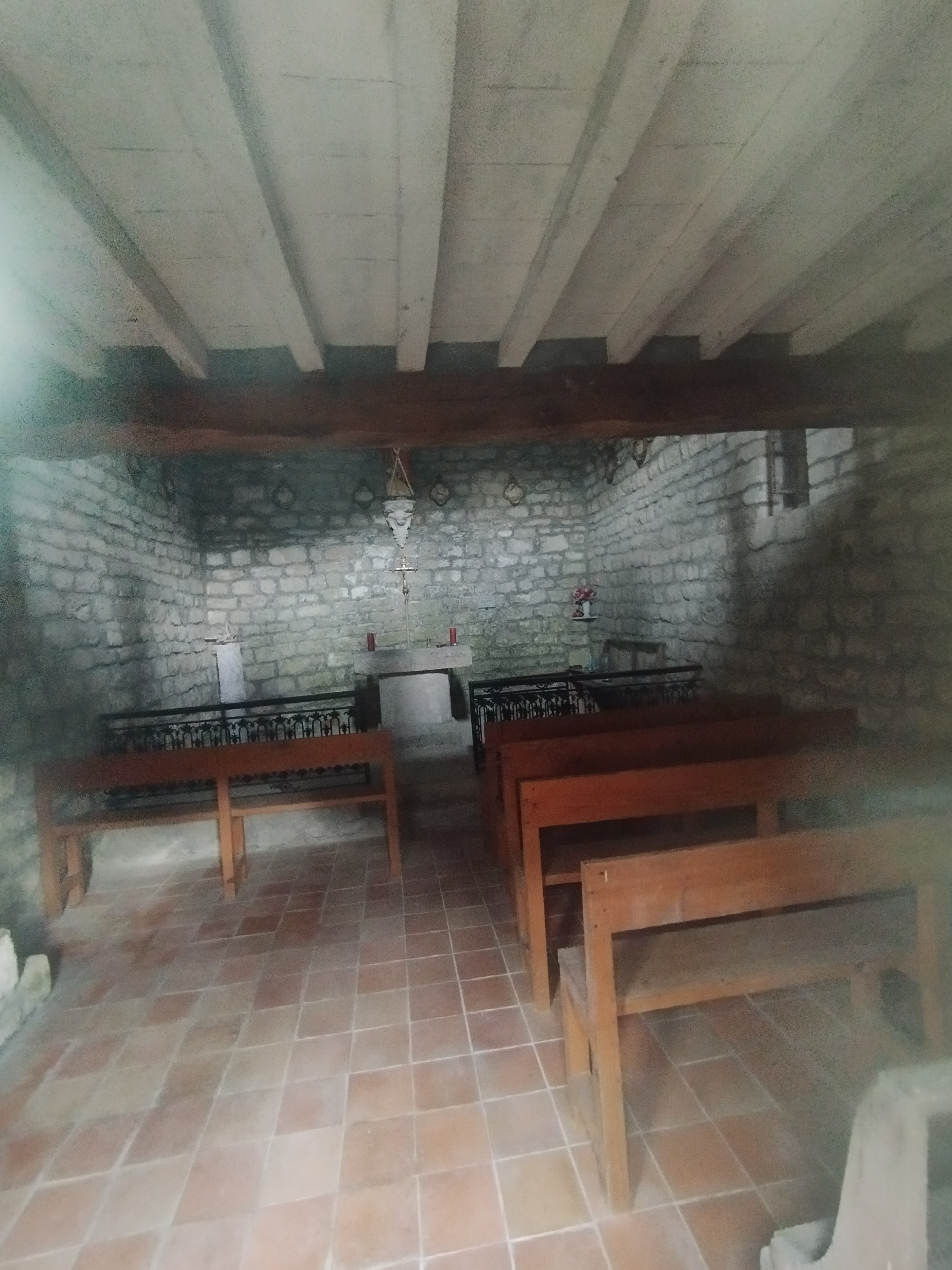

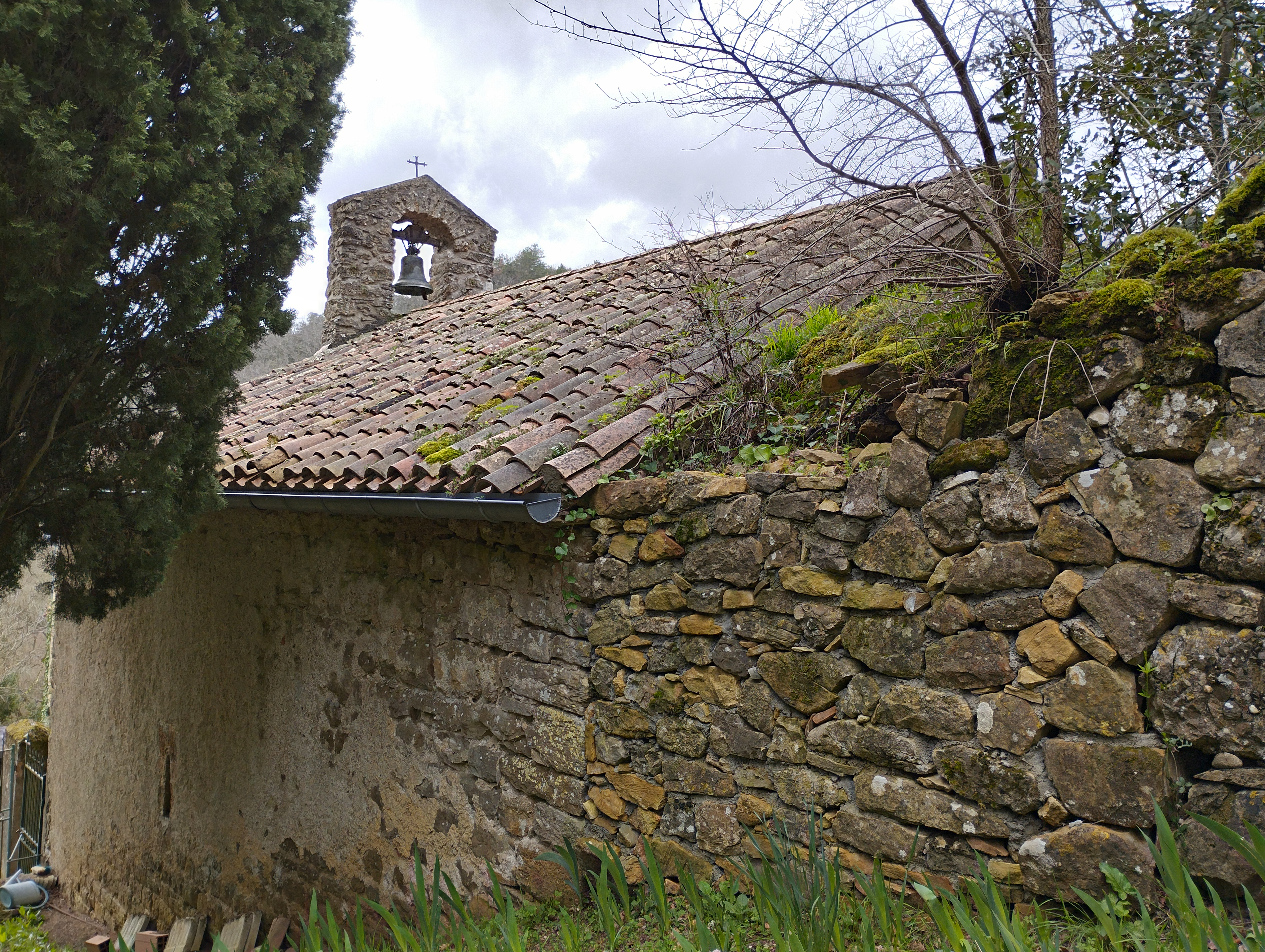

La chapelle Saint-André de La Grave est une chapelle située à Auriac dans le département français de l'Aude en région Occitanie.

## Historique

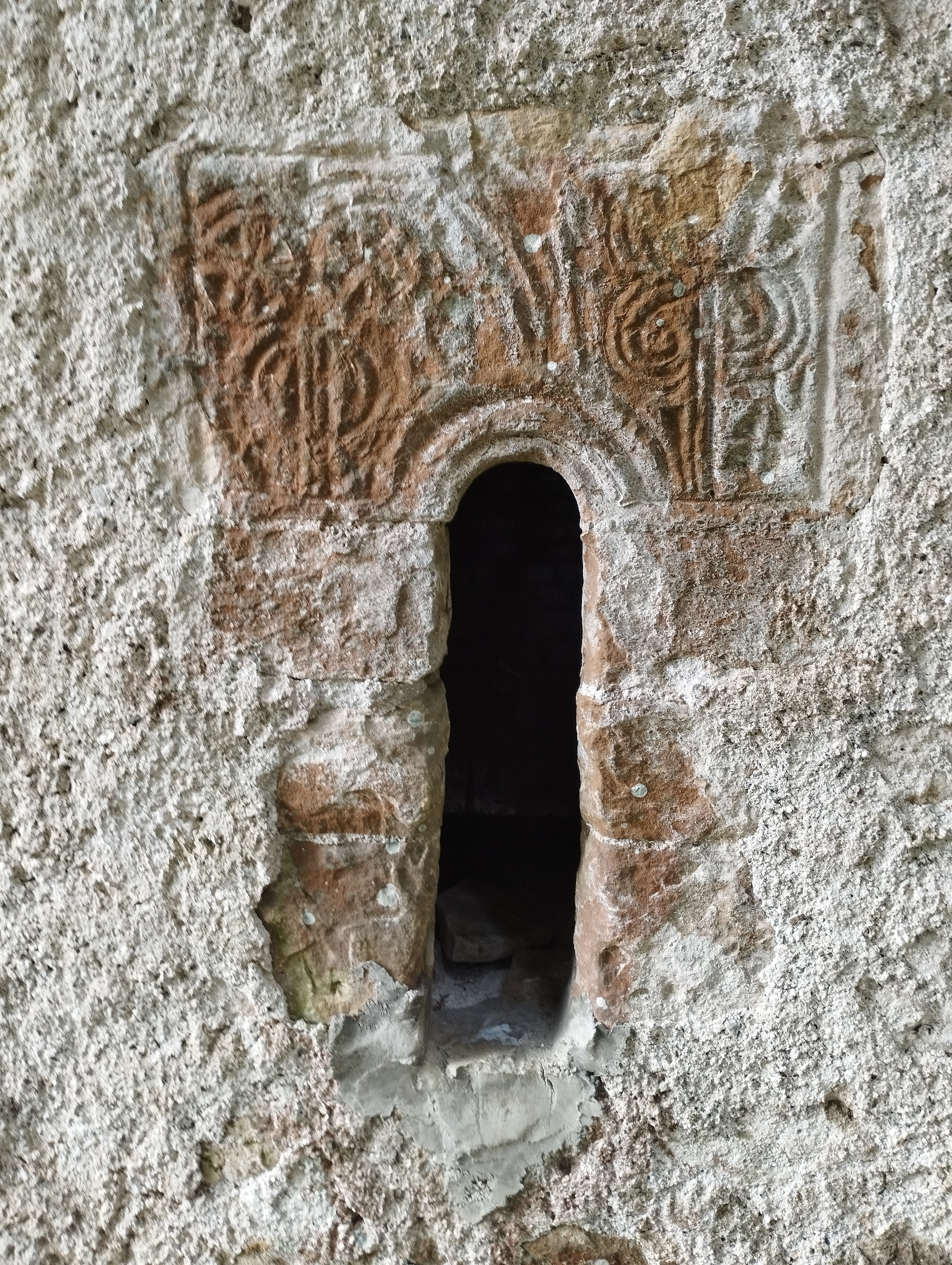

La Petite fenêtre méridionale à linteau sculpté a été inscrite au titre des monuments historiques en 1948.